# Баренцен, Эмиль

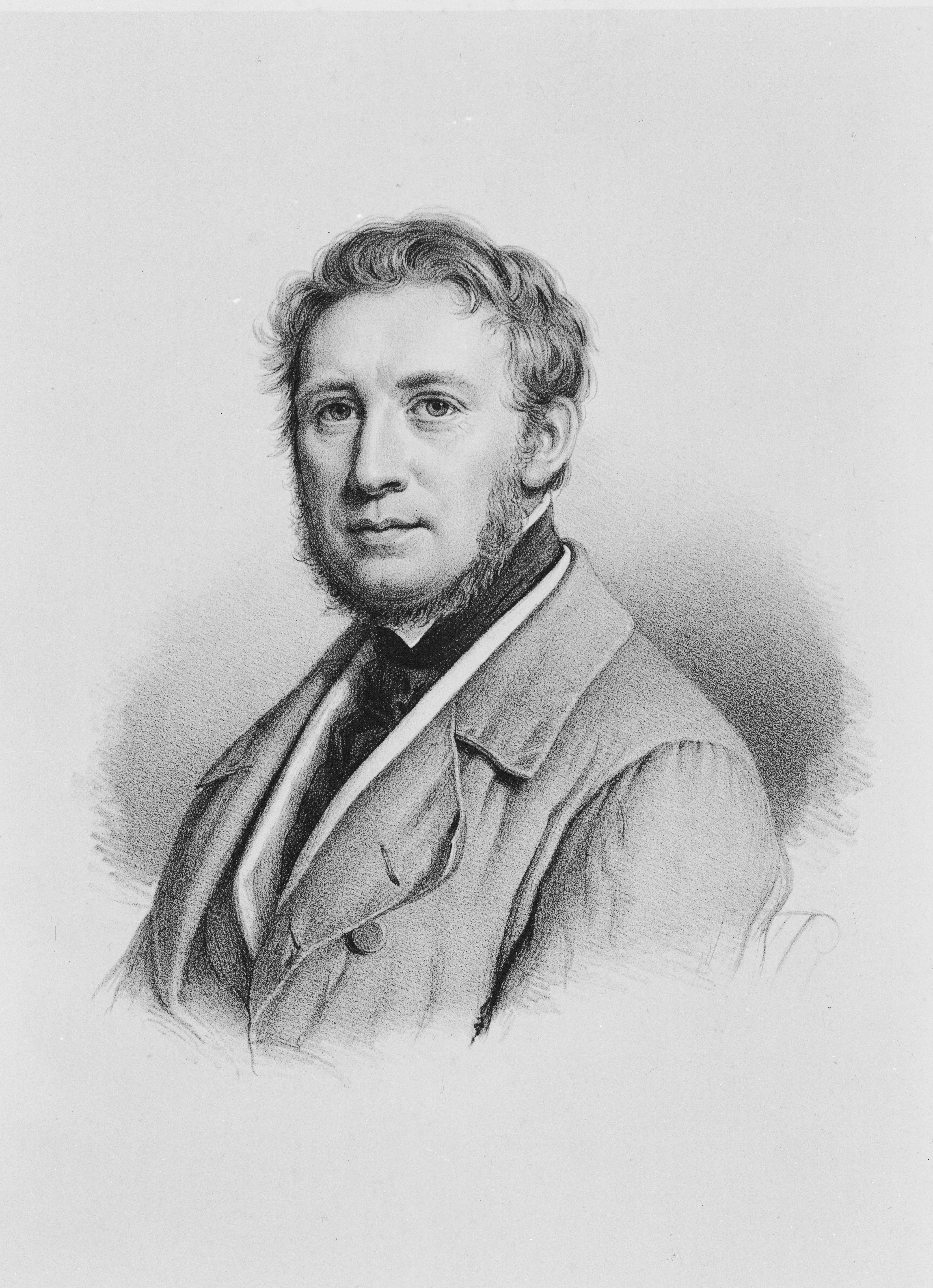
Эмиль Баренцен, Автопортрет

Эмилиус Дитлев Баренцен (дат. Emilius Ditlev Bærentzen, род. 30 октября 1799 г. Копенгаген — ум. 14 февраля 1868 г. Копенгаген) — датский художник и график, один из видных представителей Золотого века Дании.

## Жизнь и творчество
Э.Баренцен с 1813 года изучал фармацию в Нючёпинге, затем он в течение пяти лет живёт и работает в государственном управлении в Кристианстаде, на Датских Виргинских островах в Вест-Индии. Здесь он сдаёт экзамен на кандидата права. Возвратившись на родину, служит юристом и занимается живописью как любимым хобби. В 1821 году будущий художник начинает обучение в Королевской датской академии изящных искусств в Копенгагене под руководством профессора Кристоффера Эккерсберга. В 1826 году Баренцен награждается в стенах Академии малой серебряной медалью, а на следующий год — большой серебряной медалью. В 1835 году художник становится членом Королевской Академии. Карьера его сложилась весьма успешно: мастер был признан одним из лучших датских художников-портретистов, к тому же весьма плодовитым. Портреты работы Баренцена были мягких красок и элегантны, в то же время достаточно строги, свободны от попыток раскрыть психологическую сущность характеров в соответствиями с современными ему требованиями портретного жанра. Одним из наиболее удачных его полотен считается портрет невесты философа Сёрена Кьеркегора, Регины Ольсен.
В 1837 году Э.Баренцен начинает работы в области литографии. Организуя графическое производство, художник основывает литографическую фирму Emilius Bärentzen & Co.s litografiske Institut, поглотившую позднее предприятие Hoffensberg, Jespersen & Fr. Trap. Работая в этой области графики, Э.Баренцен создаёт портреты многих выдающихся деятелей своего времени.

## Галерея

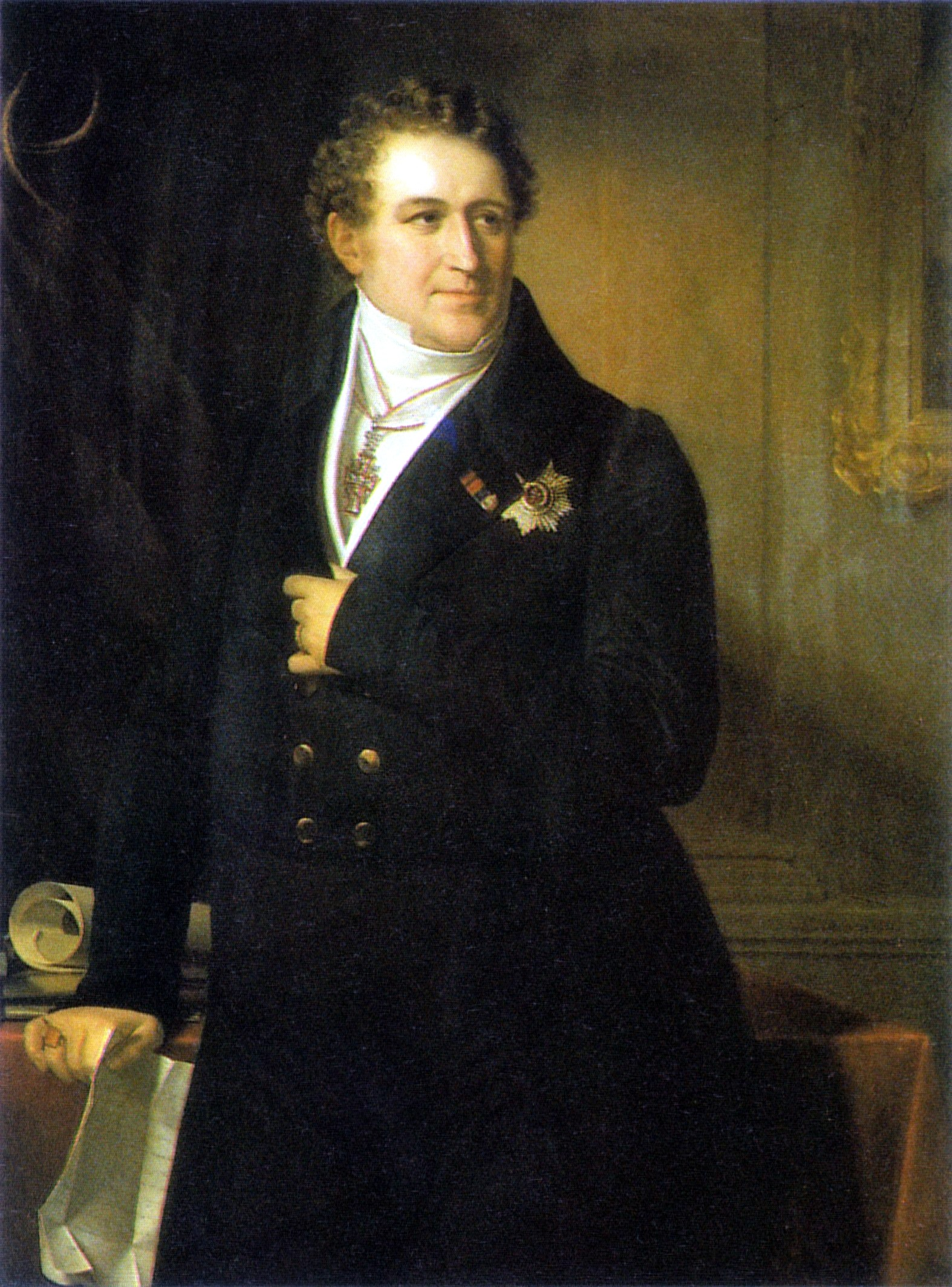
Портрет короля Кристиана VIII Датского
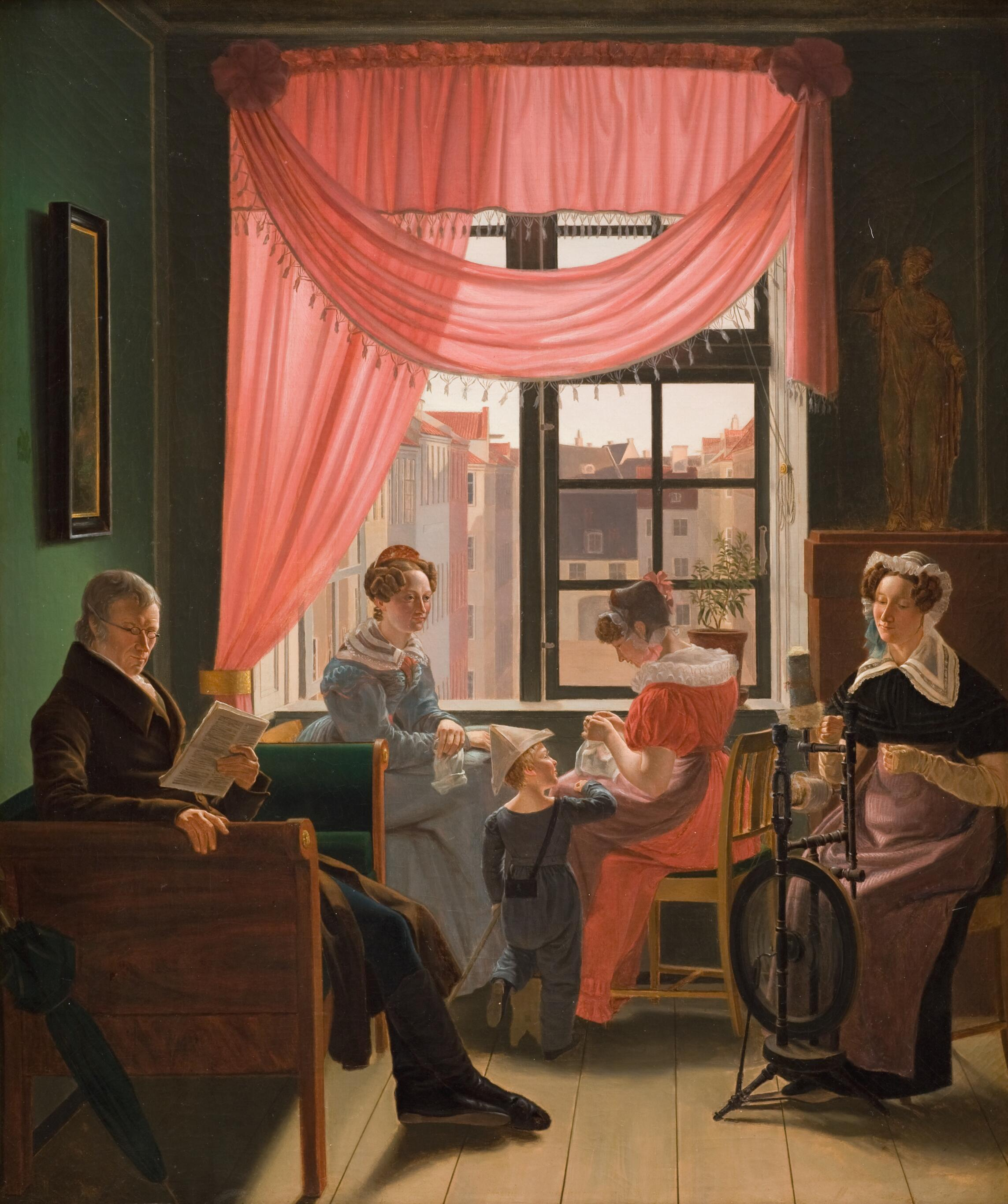
Портрет семьи Баренцен (1828)
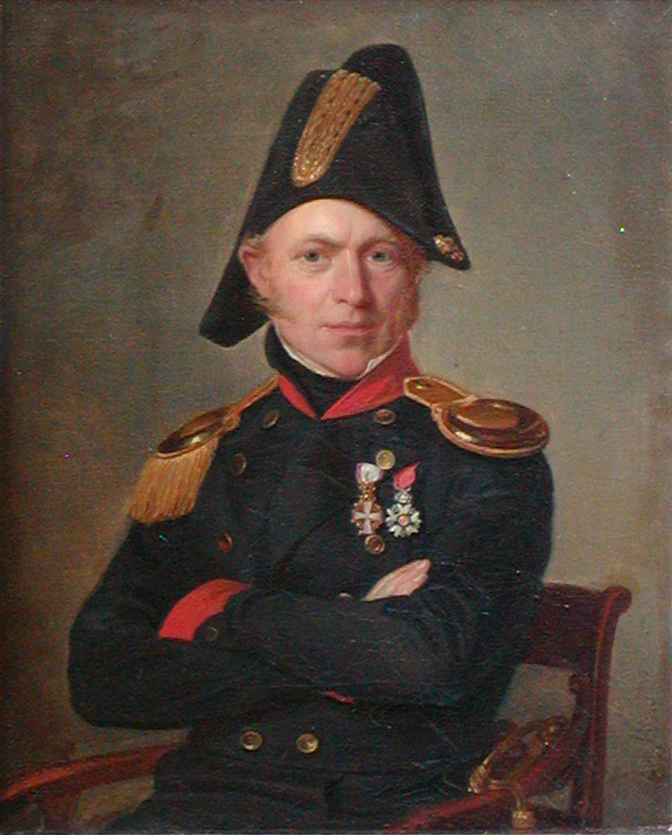
Портрет Сёрена Людвига Туксена (1837)
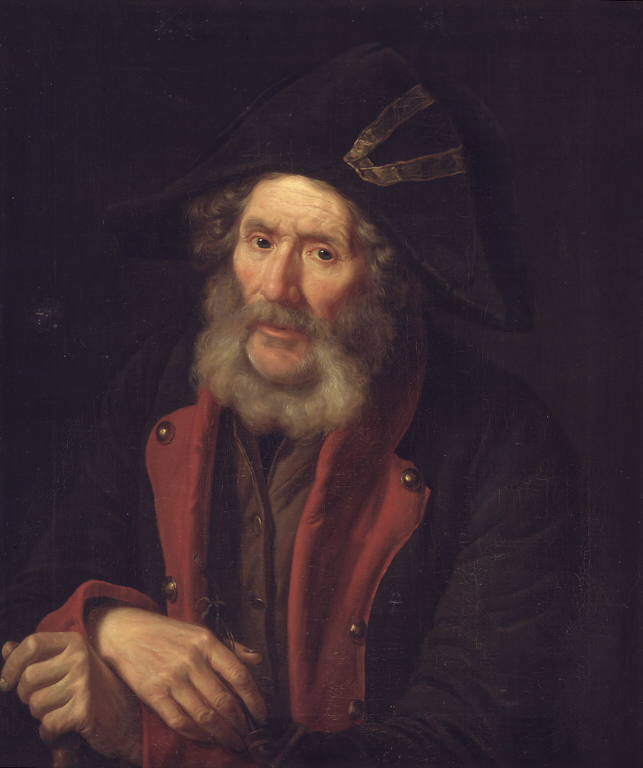
Портрет старого солдата (1828)
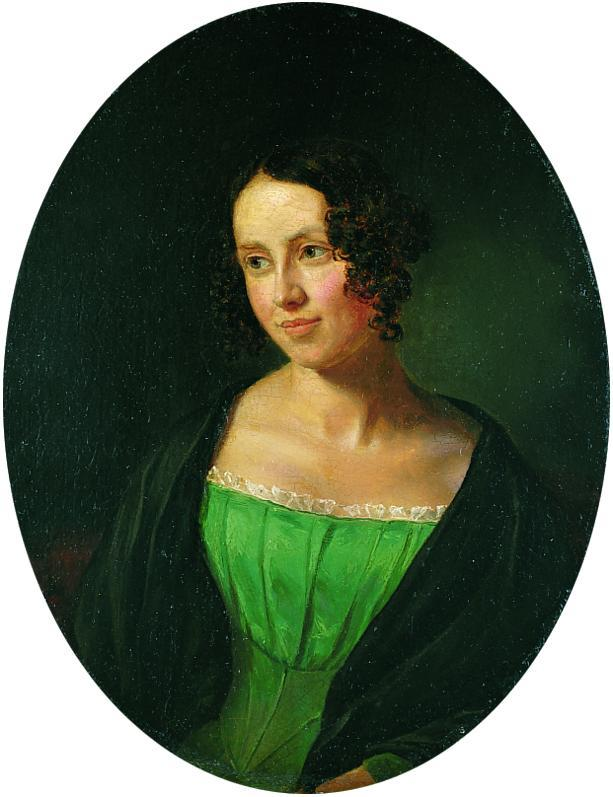
Портрет Регины Ольсен (1840)
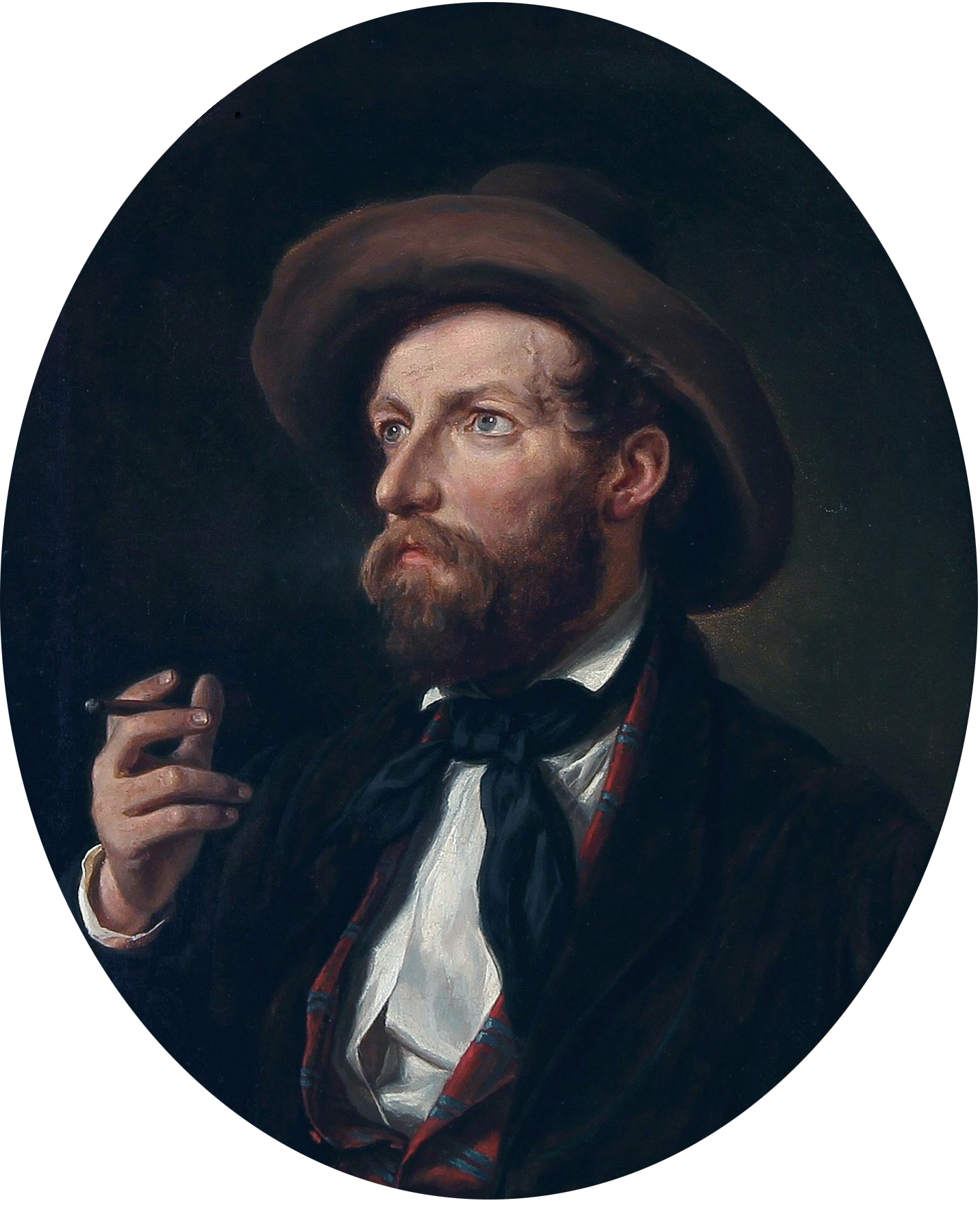
Портрет Андерса Лунде (1849)